# Алуксне (район)
Вижте пояснителната страница за други значения на Алуксне.
Алуксне е район в североизточната част на Латвия. Площта на Алуксне е 2,243 km². Намира се на 202 km от столицата Рига. Районът граничи с Естония (дължина на границата 103,8 km), Русия (46,4 km) и със съседните райони Валка (51,7 km), Гулбене (98,1 km) и Балви (57,4 km). Административен център е град Алуксне. Населението е 26 641 души, а гъстота на населеност е 10,91 km².

## Населени места
| - Алуксне - Апе - Алсвики - Анна - Веклаицене - Виреши - Гауйена - Зелтини - Зиемери - Илзене |  | - Калнцемпяй - Лиепна - Малиена - Малупе - Маркалне - Педедзе - Трапене - Яуналуксне - Яунанна - Яунлайцене |